# Lust for Life (singolo Lana Del Rey)
Lust for Life è un singolo della cantante statunitense Lana Del Rey, pubblicato il 19 aprile 2017 come secondo estratto dal quinto album in studio  Lust for Life.
Il singolo ha visto la collaborazione del cantante canadese The Weeknd ed è il primo featuring pubblicato da del Rey.

## Antefatti
Lust for Life fu la prima canzone scritta da del Rey per l’omonimo album. Una demo prodotta esclusivamente da Rick Nowels, descritta come “sinistra”, nel 2015 fu consegnata al produttore Max Martin, che suggerì un drastico cambiamento della canzone e l’aggiunta del cantante The Weeknd. La demo prodotta da Rick Nowels è trapelata illegalmente in Internet il 29 gennaio 2020.

## Video musicale
Il video musicale è stato pubblicato il 22 maggio 2017 sul canale Vevo-YouTube della cantante.

## Tracce
Testi e musiche di Elizabeth Grant, Rick Nowels, Abel Tesfaye, Max Martin.
1. Lust for Life (feat. The Weeknd) – 4:24

## Classifiche
| Classifica (2017) | Posizione massima |
| ----------------- | ----------------- |
| Australia         | 44                |
| Austria           | 51                |
| Belgio (Fiandre)  | 67                |
| Belgio (Vallonia) | 72                |
| Canada            | 39                |
| Francia           | 19                |
| Germania          | 65                |
| Italia            | 58                |
| Regno Unito       | 38                |
| Spagna            | 22                |
| Stati Uniti       | 64                |
| Svezia            | 29                |
| Svizzera          | 48                |